# Mira (Automobilhersteller)
Mira war ein französischer Hersteller von Automobilen.

## Unternehmensgeschichte
Das Unternehmen aus Neuilly-sur-Seine begann 1906 mit der Produktion von Automobilen. Der Markenname lautete Mira. Im gleichen Jahr endete die Produktion bereits wieder.

## Fahrzeuge
Im Angebot standen zwei Modelle. Im kleineren Modell sorgte ein Einzylindermotor für den Antrieb. Ein Vierzylindermotor trieb das größere Modell an. Beide Einbaumotoren kamen von De Dion-Bouton.